# Gouvernement Altaj
Het gouvernement Altaj (Russisch: Алтайская губерния, Altajskaja goebernija) was een gouvernement (goebernija) binnen de Russische Socialistische Federatieve Sovjetrepubliek. Het bestond van 17 juni 1917 tot 1925. Het gouvernement ontstond uit de gouvernement Tomsk van het keizerrijk Rusland. Het had vijf oejazden: Barnaul, Barnaulovsk, Zmeinogorsk, Kamenski en Słaŭharad. In 1918 werd de oejazd Gorno-Altaisk gecreëerd. In 1919 werd de oejazd Boechtarma van het gouvernement Omsk overgedragen aan het gouvernement Altaj. In 1921 werden de oejazd Boechtarma verdeeld tussen het gouvernement Semipalatinsk en het gouvernement Novosibirsk. In 1922 ging een deel van het gouvernement op in de Ojrotse autonome oblast. In 1925 ging het gebied op in de Kraj Siberië. De hoofdstad was Barnaul.